# Gonzaga (Italia)
Gonzaga es una localidad y comune italiana de la provincia de Mantua, región de Lombardía, con 9.228 habitantes.

## Evolución demográfica
| Gráfica de evolución demográfica de Gonzaga entre 1861 y 2001 |
|                                                               |
| Fuente ISTAT - elaboración gráfica de Wikipedia               |